# Навроцкий, Майк
Майк Навроцкий (пол. Maik Nawrocki; род. 7 февраля 2001, Бремен) — польский футболист, защитник клуба «Селтик», выступающий на правах аренды за «Ганновер 96».

## Карьера

### «Вердер»
Воспитанник футбольной академии немецкого «Вердера», к которому присоединился в возрасте 5 лет. В клубе прошёл все юношеские команды, а в 2019 году стал подтягиваться ко второй команде немецкого клуба. Свой дебютный матч за «Вердер II» сыграл 31 июля 2019 года в матче против клуба «Хайдер», выйдя на замену на 90 минуте. Заьем футболист продолжил выступать за юношеские составы бременского клуба. В феврале 2020 года подписал с клубом свой первый профессиональный контракт. В сентябре 2020 года футболист был полноценно переведён во вторую команду клуба. В матче 26 сентября 2020 года против клуба «Хильдесхайм» отличился дебютным забитым голом.

#### Аренда в «Варту»
В феврале 2021 года футболист на правах арендного соглашения присоединился к польскому клубу «Варта». Начал сезон за польской клуб футболист со скамейки запасных, дебютировав за него лишь 1 мая 2021 года в матче против щецинской «Погони», выйдя на замену на 76 минуте. В своём следующем матче 9 мая 2021 года против вроцлавского «Шлёнска» отличился дебютным забитым голом. По окончании срока арендного соглашения футболист покинул клуб.

#### Аренда в «Легию»
В июне 2021 года футболист на правах арендного соглашения присоединился к польской «Легии». В июле 2021 года вместе с клубом отправился на квалификационные матчи Лиги чемпионов УЕФА. Дебютировал за клуб 24 июля 2021 года в матче против плоцкой «Вислы», отличившись дебютной результативной передачей. Дебютным забитым голом за клуб отличился 31 июля 2021 года в матче против клуба «Радомяк». Первый матч в рамках еврокубкового турнира сыграл 4 августа 2023 года в третьем квалификационном раунде против загребского «Динамо». Однако хорватский клуб оказался сильнее и футболист вместе с клубом выбыл в квалификационный раунд плей-офф Лиги Европы УЕФА, где в первом матче 19 августа 2021 года против пражской «Славии» отличился дублем из результативных передачах. Первый матч на групповом этапе Лиги Европы УЕФА сыграл 15 сентября 2021 года против московского «Спартака». На протяжении всего сезона футболист был одним из основных игроков клуба, под конец которого выбыл из-за травмы.

### «Легия»
В мае 2022 года футболист полноценно перешёл в варшавскую «Легию», с которой подписал контракт до 2025 года. Новый сезон за клуб начал с матча 16 июля 2022 года против «Короны», выйдя на поле на 63 минуте, однако затем получил травму и был заменён. Первым забитым голом в сезоне футболист отличился 29 октября 2022 года в матче против белостокской «Ягелонии». Вместе с клубом стал обладателем Кубка Польши, где в финале 2 мая 2023 года победили «Ракув» в серии пенальти. Также стал серебряным призёром польского чемпионата. На протяжении всего сезона был одним из ключевых игроков клуба, отличившись 4 забитыми голами и результативной передачей. В начале нового сезона вместе с клубом стал обладателем Суперкубка Польши, где 15 июля 2023 года также против «Ракув» одержал победу в серии пенальти.

### «Селтик»
В конце июля 2023 года футболист перешёл в шотландский «Селтик», с которым подписал пятилетний контракт. Дебютировал за клуб 5 августа 2023 года в матче против клуба «Росс Каунти», выйдя на поле в стартовом составе. В конце августа 2023 года футболист получил травму подколенного сухожилия и выбыл из распоряжения клуба.

## Международная карьера
Начинал международную карьеру в польских юношеских сборных до 15 лет и до 16 лет. В августе 2017 года получил вызов в юношескую сборную Польши до 17 лет. Дебютировал за сборную в товарищеском матче 29 августа 2017 года против сборной Венгрии, также отличившись дебютным забитым голом. В октябре 2017 года и в марте 2018 года вместе со сборной принимал участие в квалификациях юношеского чемпионата Европы.
В сентябре 2018 года в составе юношеской сборной Польши до 18 лет провёл 2 матча против сверстников из Северной Македонии, в которых отличился забитым голом. В октябре 2018 года футболист получил вызов в юношеской сборной Польши до 19 лет. Дебютировал за сборную 11 октября 2018 года также против сборной Северной Македонии и снова отличился забитым голом. Вместе со сборной принимал участие в квалификациях юношеского чемпионата Европы. В матче 17 ноября 2018 года против Казахстана отличился забитым голом. Против сборной Косово в матче 16 ноября 2019 года футболист отличился забитым дублем.
В мае 2019 года футболист в составе молодёжной сборной Польши до 20 лет отправился на молодёжный чемпионат мира, где все матчи провёл на скамейке запасных. В октябре 2020 года футболист получил вызов в молодёжную сборную Польши для участия в квалификациях на молодёжный чемпионат Европы. Дебютировал за сборную 26 марта 2021 года в товарищеском матче против сборной Саудовской Аравии, в котором отличился результативной передачей.
В 2022 году футболист попал в расширенный список футболистов национальной сборной Польши для участия в чемпионате мира, однако не попал в окончательный список.

## Достижения
«Легия»
- Обладатель Кубка Польши: 2022/23
- Обладатель Суперкубка Польши: 2023